# Oedicladium rufescens
Oedicladium rufescens là một loài Rêu trong họ Myuriaceae. Loài này được (Reinw. & Hornsch.) Mitt. mô tả khoa học đầu tiên năm 1868.